# Norfolk-Araukarie

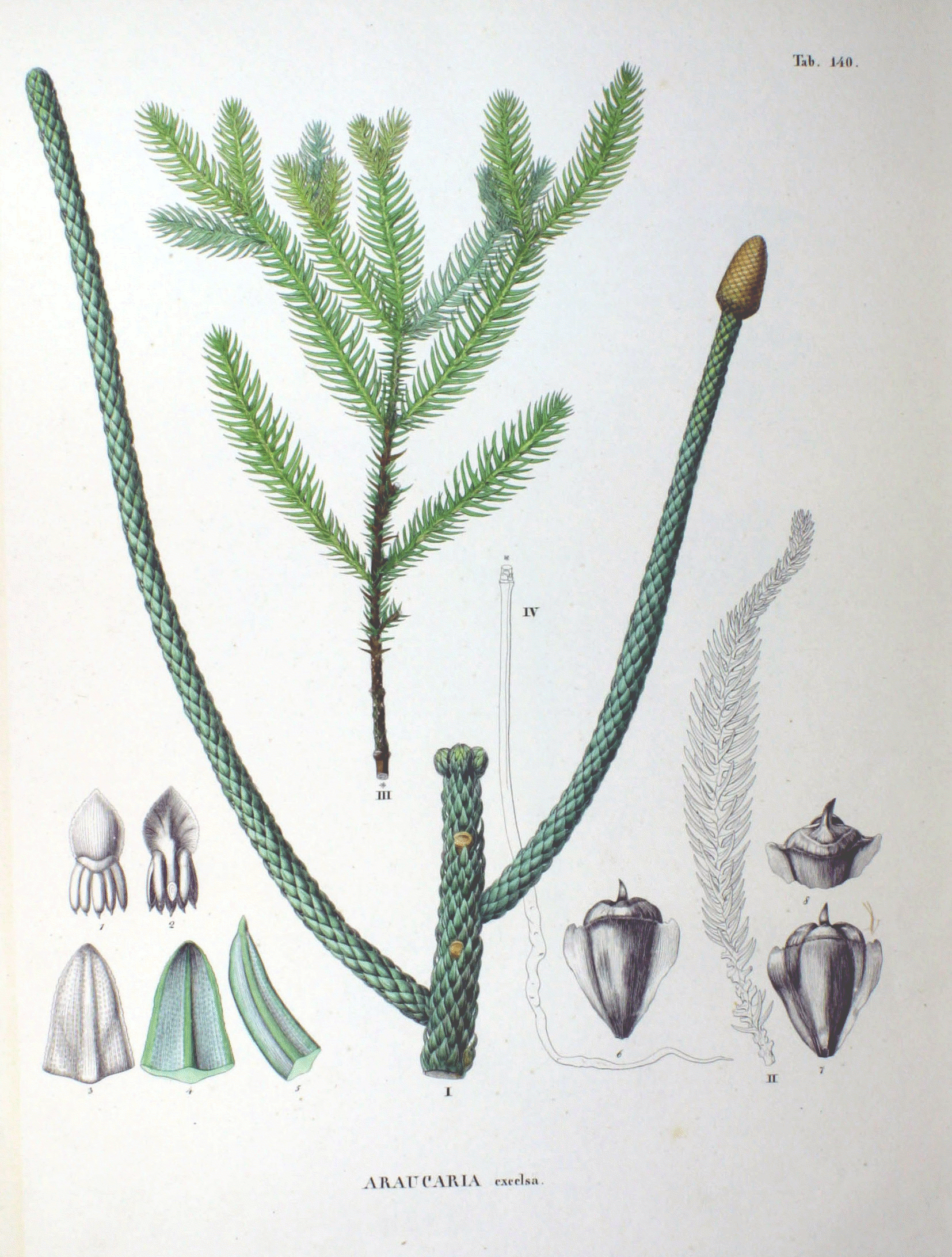
Illustration der Norfolk-Araukarie (Araucaria heterophylla)

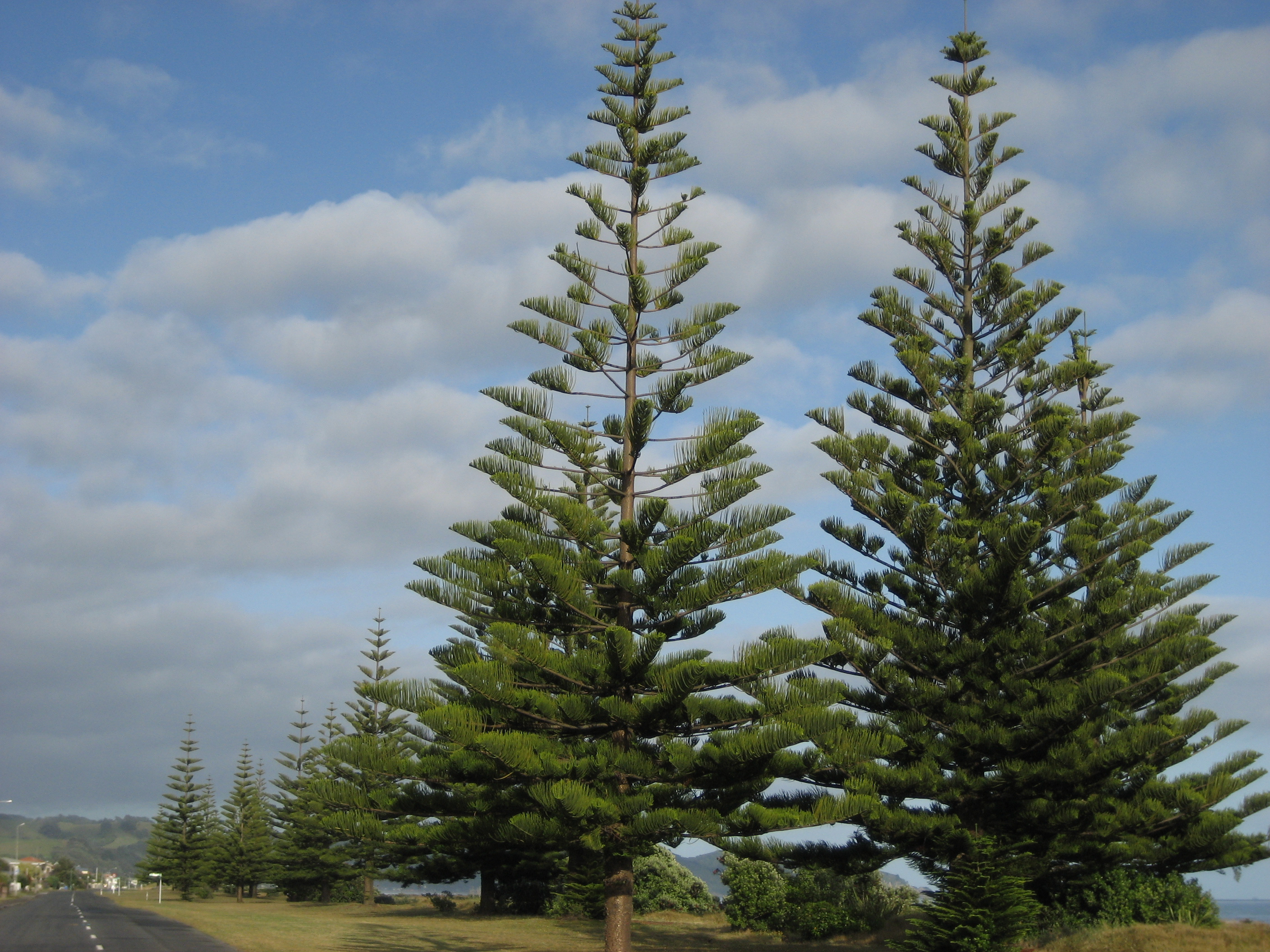
Die Norfolk-Araukarie (Araucaria heterophylla) im Freien in Neuseeland

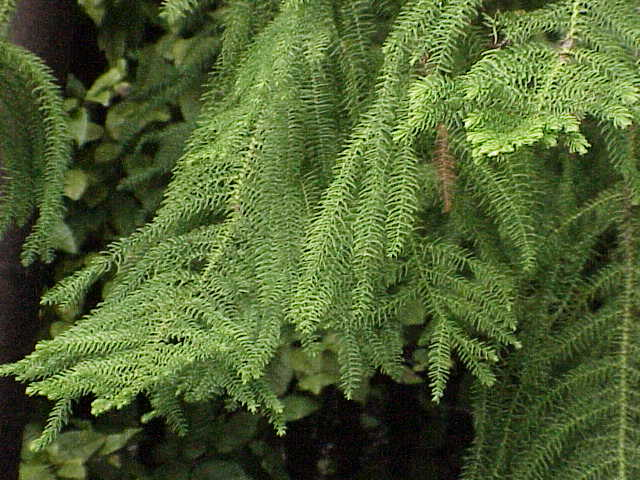
Junger Zweig

Die Norfolk-Araukarie (Araucaria heterophylla), im Volksmund auch Norfolktanne oder Zimmertanne genannt, ist eine Pflanzenart aus der Gattung der Araukarien (Araucaria) in der Familie der Araukariengewächse (Araucariaceae).

## Vorkommen
Die Norfolk-Araukarie ist in niedrigen Höhenlagen auf der Norfolkinsel heimisch, in deren Flagge und Wappen sie auch abgebildet ist. In geeigneten Klimazonen (ganzjährig frostfrei mit sehr gemäßigten Sommertemperaturen) wird die Norfolk-Araukarie in öffentlichen Grünanlagen oder großen Gärten gepflanzt.

## Beschreibung
Die Norfolk-Araukarie wächst mit konischer Form als immergrüner Baum, der Wuchshöhen von 50 bis zu 70 Metern und Stammdurchmesser von 1,25 bis über 2,5 Metern erreicht. Als Zimmerpflanze bleibt diese, dann gern „Zimmertanne“ genannte Pflanze kleiner. Die grau-braune Borke fällt in feinen Schuppen ab. An den mehr oder weniger horizontalen bis manchmal hängenden Ästen stehen die Zweige zu viert bis siebt in regelmäßigen Quirlen. Schon das Artepitheton heterophylla (für verschiedenblättrig) verrät, dass bei dieser Art mehrere Blatttypen vorkommen. An jungen Pflanzenteilen sind die Blätter weich, nadelförmig, 1 bis 1,5 Zentimeter lang, gekrümmt und zugespitzt. An älteren Pflanzenteilen sind die Blätter schuppenförmig, 4 bis 5 mm lang, zurückgekrümmt, leuchtend dunkelgrün und überlappen sich nicht. An den Bereichen mit Zapfen überlappen sich die breit eiförmigen, 6 mm langen und 4 bis 6 mm breiten Blätter und besitzen ein stachelspitziges Ende.
Araucaria heterophylla ist einhäusig getrenntgeschlechtig (monözisch). Die zu mehreren zusammenstehenden, männlichen Zapfen sind länglich, etwa 4 cm lang und gelblich-braun bis rötlich. Die spitzen Mikrosporophylle besitzen einen gezähnten, bewimperten Rand. Die weiblichen Zapfen sind breiter als lang mit einer Länge von 12 bis 18 cm und besitzen dreieckige Schuppen und lange gebogene Brakteen. Die Samen besitzen eine Länge von 2,5 bis 3 cm und einen Durchmesser von etwa 1,2 cm mit breiten Flügeln. Es sind vier Keimblätter (Kotyledone) vorhanden.

## Die Zimmertanne als Zimmerpflanze
Die Norfolk-Araukarie war früher eine beliebte Zimmerpflanze in kühlen, nur zeitweise beheizten Räumen; die Trockenheit und Wärme durchgehend (zentral-)beheizter Räume erschwert heute die Haltung der sogenannten „Zimmertanne“. Sie benötigt zum guten Gedeihen einen hellen, kühlen Standort. Im Sommer muss sie hell stehen, darf aber nicht der prallen Sonne ausgesetzt sein; die Temperatur sollte 18 Grad Celsius nicht überschreiten. Im Winter benötigt die „Zimmertanne“ einen hellen, zwischen fünf und zehn Grad Celsius kühlen Raum. Im Sommer kann sie an einem hellen, sonnengeschützten Platz im Freien, in einem sehr hellen Zimmer direkt am Fenster oder im Wintergarten gehalten werden, jedoch verträgt sie keine Mittagssonne.

### Vermehrung
Araucaria heterophylla kann durch Kopfstecklinge vermehrt werden, dies ist jedoch schwierig. In Gärtnereien erfolgt die Vermehrung aus Samen oder im Labor durch Meristemvermehrung.

## Systematik
Die Erstbeschreibung dieser Art erfolgte 1807 als Eutassa heterophylla durch Richard Anthony Salisbury in Transactions of the Linnean Society of London, 8, S. 316–317. Die Veröffentlichung des Artnamens Araucaria heterophylla erfolgte 1952 durch João Manuel Antonio Paes do Amaral Franco in Anais. Instituto Superior de Agronomia, 19, S. 11–12. Synonyme für Araucaria heterophylla (Salisb.) Franco sind: Araucaria excelsa R.Br. ex Aiton, Dombeya excelsa D.Don, Eutassa heterophylla Salisb.
Araucaria heterophylla gehört zur Sektion Eutacta in der Gattung Araucaria.